# Cha Du-ri
Cha Du-ri (ur. 25 lipca 1980 we Frankfurcie nad Menem) – piłkarz południowokoreański grający na pozycji prawego obrońcy lub pomocnika. Jest synem Cha Bum-kuna, byłego reprezentanta kraju i pierwszego w historii Koreańczyka w Bundeslidze.

## Kariera klubowa
Cha urodził się w niemieckim Frankfurcie nad Menem, gdy jego ojciec był zawodnikiem klubu Eintracht Frankfurt. Z czasem wyjechał do Korei Południowej i w 2002 roku ukończył Korea University mający siedzibę w stolicy kraju, Seulu. Latem tamtego roku wrócił do Niemiec i został piłkarzem Bayeru 04 Leverkusen. Nie zadebiutował jednak w jego barwach w Bundeslidze i w tym samym sezonie został wypożyczony do innego pierwszoligowca, Arminii Bielefeld. 11 września rozegrał w Arminii swój pierwszy ligowy mecz - klub z Bielefeld zremisował 1:1 na wyjeździe z 1. FC Kaiserslautern. 25 stycznia w spotkaniu z Werderem Brema najpierw zaliczył asystę przy golu Mamadou Diabanga, a w 80. minucie pokonał Pascala Borela i zaliczył pierwsze trafienie na niemieckich boiskach. Po sezonie spadł jednak z Arminią do drugiej ligi.
W 2003 roku Koreańczyk wrócił do Bayeru, ale jeszcze w letnim oknie transferowym wypożyczono go do Eintrachtu Frankfurt. 1 sierpnia zadebiutował w koszulce Eintrachtu w przegranym 1:3 wyjazdowym spotkaniu z Bayernem Monachium. Przez cały sezon był podstawowym zawodnikiem Eintrachtu i zdobył jednego gola (w wygranym 2:1 meczu z Herthą BSC Berlin, ale ponownie przeżył degradację do drugiej ligi. Latem 2004 za darmo przeszedł do Frankfurtu i przez rok występował 2. Bundeslidze. Strzelił 8 goli, w tym dwa w meczu z Eintrachtem Trier i przyczynił się do powrotu klubu z Frankfurtu do niemieckiej ekstraklasy. W sezonie 2005/2006 zdobył 5 bramek i pozostał z Eintrachtem w Bundeslidze.
Latem 2006 Cha podpisał dwuletni kontrakt z innym niemieckim klubem 1. FSV Mainz 05, do którego odszedł na zasadzie wolnego transferu. 19 sierpnia zaliczył swój pierwszy występ w tym klubie - klub z Moguncji zremisował 1:1 na wyjeździe z Borussią Dortmund. Przez cały sezon rozegrał zaledwie 12 spotkań, a Mainz spadło z ligi. W 2007 roku Du-ri został piłkarzem TuS Koblenz, grającego w 2. Bundeslidze (debiut: 12 sierpnia w przegranym 1:4 meczu z Mainz). Przez cały sezon grał w pierwszym składzie Koblenz i zdobył jedną bramkę.
W 2009 roku podpisał kontrakt z beniaminkiem Bundesligi - SC Freiburg.
3 lipca 2010 roku na zasadzie wolnego transferu przeszedł do Celticu.
W czerwcu 2012 podpisał dwuletni kontrakt z Fortuną Düsseldorf.
W marcu 2013 podpisał dwuletni kontrakt z FC Seoul.
| Sezon   | Klub                | Kraj             | Rozgrywki               | Mecze | Bramki |
| ------- | ------------------- | ---------------- | ----------------------- | ----- | ------ |
| 2002/03 | Bayer 04 Leverkusen | Niemcy           | Bundesliga              | 0     | 0      |
| 2002/03 | Arminia Bielefeld   | Niemcy           | Bundesliga              | 21    | 1      |
| 2003/04 | Eintracht Frankfurt | Niemcy           | Bundesliga              | 31    | 1      |
| 2004/05 | Eintracht Frankfurt | Niemcy           | Bundesliga              | 29    | 8      |
| 2005/06 | Eintracht Frankfurt | Niemcy           | Bundesliga              | 27    | 3      |
| 2006/07 | 1. FSV Mainz 05     | Niemcy           | Bundesliga              | 12    | 0      |
| 2007/08 | TuS Koblenz         | Niemcy           | 2. Fußball-Bundesliga   | 28    | 1      |
| 2008/09 | TuS Koblenz         | Niemcy           | 2. Fußball-Bundesliga   | 33    | 2      |
| 2009/10 | SC Freiburg         | Niemcy           | Bundesliga              | 23    | 1      |
| 2010/11 | Celtic F.C.         | Szkocja          | Scottish Premier League | 16    | 1      |
| 2011/12 | Celtic F.C.         | Szkocja          | Scottish Premier League | 15    | 1      |
| 2012/13 | Fortuna Düsseldorf  | Niemcy           | Bundesliga              | 10    | 0      |
| 2013/14 | FC Seoul            | Korea Południowa | K-League                | 30    | 0      |
| 2014/15 | FC Seoul            | Korea Południowa | K-League                | 28    | 0      |
| 2015/16 | FC Seoul            | Korea Południowa | K-League                | 24    | 2      |

## Kariera reprezentacyjna
W reprezentacji Korei Południowej Cha zadebiutował za kadencji selekcjonera Guusa Hiddinka, 8 listopada 2001 roku w przegranym 0:1 towarzyskim spotkaniu z Senegalem. Pierwszego gola w kadrze narodowej zdobył 1 kwietnia 2002 w wygranym 2:0 sparingu z Kostaryką. W tym samym roku został powołany przez Hiddinka do kadry na Mistrzostwa Świata 2002, których gospodarzem była Korea Południowa. Był podstawowym zawodnikiem Korei na tym turnieju i wystąpił w czterech spotkaniach: najpierw w grupowym z Polską (2:0), następnie w 1/8 finału z Włochami (2:1), półfinale z Niemcami oraz meczu o 3. miejsce z Turcją (2:3). Grał też na Mistrzostwach Świata w RPA w 2010 roku. Wystąpił we wszystkich 3 meczach grupowych, oraz w 1/8 finału przegranego z Urugwajem (1:2). Łącznie w barwach narodowych wystąpił 65 razy i strzelił 4 gole.

## Życie prywatne
22 grudnia 2008 wziął ślub z Shin Hye-Sung, córką potentata na rynku hotelarskim. W lutym 2010 urodziła im się córka, a w 2011 – syn. W kwietniu 2013 piłkarz złożył wniosek o rozwód.